# Saná Gomes
Saná Gomes (Bissau, 10 ottobre 1999) è un calciatore guineense, difensore dell'Omonia Aradippou.

## Carriera

### Club
Cresciuto nel settore giovanile dell'União Leiria, ha esordito in prima squadra il 14 maggio 2017, disputando l'incontro del Campeonato de Portugal vinto per 0-5 contro il Gafetense. Al termine della stagione viene acquistato dal Braga, con cui trascorre la stagione 2017-2018, in prestito, tra Montalegre e 1º Dezembro, sempre in terza divisione portoghese. Rientrato dal prestito, non trova spazio in squadra. Così, nell'estate del 2019, si accasa al Sertanense, altro club della terza divisione portoghese. Nel febbraio 2020 si trasferisce agli armeni del Noah.

### Nazionale
Il 23 marzo 2022 ha esordito con la nazionale guineense, giocando l'amichevole vinta per 3-0 contro la Guinea Equatoriale.

## Statistiche

### Presenze e reti nei club
Statistiche aggiornate al 9 giugno 2022.
| Stagione        | Squadra         | Campionato      | Campionato | Campionato | Coppe nazionali | Coppe nazionali | Coppe nazionali | Coppe continentali | Coppe continentali | Coppe continentali | Altre coppe | Altre coppe | Altre coppe | Totale | Totale |
| Stagione        | Squadra         | Comp            | Pres       | Reti       | Comp            | Pres            | Reti            | Comp               | Pres               | Reti               | Comp        | Pres        | Reti        | Pres   | Reti   |
| --------------- | --------------- | --------------- | ---------- | ---------- | --------------- | --------------- | --------------- | ------------------ | ------------------ | ------------------ | ----------- | ----------- | ----------- | ------ | ------ |
| 2016-2017       | União Leiria    | CdP             | 1          | 0          | CP              | 0               | 0               |                    | -                  | -                  |             | -           | -           | 1      | 0      |
| 2017-gen. 2018  | Montalegre      | CdP             | 3          | 0          | CP              | 0               | 0               |                    | -                  | -                  |             | -           | -           | 3      | 0      |
| gen.-giu. 2018  | 1º Dezembro     | CdP             | 7          | 1          | CP              | -               | -               |                    | -                  | -                  |             | -           | -           | 7      | 1      |
| 2019-feb. 2020  | Sertanense      | CdP             | 19         | 0          | CP              | 4               | 1               |                    | -                  | -                  |             | -           | -           | 23     | 1      |
| feb.-giu. 2020  | Noah            | BC              | 1          | 0          | CA              | 1               | 0               |                    | -                  | -                  |             | -           | -           | 2      | 0      |
| 2020-2021       | Noah            | BC              | 18         | 2          | CA              | 2               | 0               | UEL                | 1                  | 0                  | SA          | 1           | 0           | 22     | 2      |
| 2021-2022       | Noah            | BC              | 25         | 0          | CA              | 1               | 0               | UECL               | 2                  | 0                  |             | -           | -           | 28     | 0      |
| Totale carriera | Totale carriera | Totale carriera | 74         | 3          |                 | 8               | 1               |                    | 3                  | 0                  |             | 1           | 0           | 86     | 4      |

### Cronologia presenze e reti in nazionale
| Cronologia completa delle presenze e delle reti in nazionale ― Guinea-Bissau | Cronologia completa delle presenze e delle reti in nazionale ― Guinea-Bissau | Cronologia completa delle presenze e delle reti in nazionale ― Guinea-Bissau | Cronologia completa delle presenze e delle reti in nazionale ― Guinea-Bissau | Cronologia completa delle presenze e delle reti in nazionale ― Guinea-Bissau | Cronologia completa delle presenze e delle reti in nazionale ― Guinea-Bissau | Cronologia completa delle presenze e delle reti in nazionale ― Guinea-Bissau | Cronologia completa delle presenze e delle reti in nazionale ― Guinea-Bissau |
| Data                                                                         | Città                                                                        | In casa                                                                      | Risultato                                                                    | Ospiti                                                                       | Competizione                                                                 | Reti                                                                         | Note                                                                         |
| ---------------------------------------------------------------------------- | ---------------------------------------------------------------------------- | ---------------------------------------------------------------------------- | ---------------------------------------------------------------------------- | ---------------------------------------------------------------------------- | ---------------------------------------------------------------------------- | ---------------------------------------------------------------------------- | ---------------------------------------------------------------------------- |
| 23-3-2022                                                                    | Óbidos                                                                       | Guinea-Bissau                                                                | 3 – 0                                                                        | Guinea Equatoriale                                                           | Amichevole                                                                   | -                                                                            |                                                                              |
| 9-6-2022                                                                     | Bissau                                                                       | Guinea-Bissau                                                                | 5 – 1                                                                        | São Tomé e Príncipe                                                          | Qual. Coppa d'Africa 2023                                                    | -                                                                            | 84’                                                                          |
| 13-6-2022                                                                    | Conakry                                                                      | Sierra Leone                                                                 | 2 – 2                                                                        | Guinea-Bissau                                                                | Qual. Coppa d'Africa 2023                                                    | -                                                                            | 55’                                                                          |
| 24-9-2022                                                                    | Fort-de-France                                                               | Martinica                                                                    | 1 – 1                                                                        | Guinea-Bissau                                                                | Amichevole                                                                   | -                                                                            | 66’ 82’                                                                      |
| 17-11-2022                                                                   | Adalia                                                                       | Guinea-Bissau                                                                | 1 – 3                                                                        | Gabon                                                                        | Amichevole                                                                   | -                                                                            |                                                                              |
| 20-11-2022                                                                   | Adalia                                                                       | Gambia                                                                       | 0 – 0                                                                        | Guinea-Bissau                                                                | Amichevole                                                                   | -                                                                            | 40’                                                                          |
| 20-3-2025                                                                    | Monrovia                                                                     | Sierra Leone                                                                 | 3 – 1                                                                        | Guinea-Bissau                                                                | Qual. Mondiali 2026                                                          | -                                                                            | 46’                                                                          |
| Totale                                                                       |                                                                              | Presenze                                                                     | 7                                                                            |                                                                              | Reti                                                                         | 0                                                                            |                                                                              |

## Palmarès

### Club

#### Competizioni nazionali
- Coppa d'Armenia: 1

Noah: 2019-2020
- Supercoppa d'Armenia: 1

Noah: 2020